# Észtország választókerületei
Észtország választókerületei vagy választási körzetei (észtül: Eesti valimisringkonnad) olyan választási területi egységek Észtországban, amelyeken belül a mandátumok kiosztása történik. A választókerületek a választás típusától függően változnak. A parlamenti választáson Észtország területe 12 választókerületre tagolódik. A helyhatósági választásokon egy-egy saját önkormányzattal rendelkező közigazgatási egység (város vagy község) alkot egy választókerületet, de nagyobb településeken több választókerület is előfordul. (A 2017-es észtországi helyhatósági választáson 106 választókerület volt.) Az európai parlamenti választáson Észtország teljes területe alkot egy választókerületet.  A jelöltek csak egy választókerületben indulhatnak, a választók pedig csak abban a kerületben szavazhatnak, ahol laknak.

## Választókerületek a parlamenti választáson
Az észtországi parlamenti választáson az Észt Parlament (Riigikogu) 101 képviselőjét választják meg. Az észt választási rendszer arányos, a parlamenti képviselőket 2003 óta 12 többmandátumos választókörzetben választják meg. A mandátumok számát a választókörzetekben  lakosságarányosan határozták meg. A mandátumok elosztása a D’Hondt-módszer módosított változata alapján történik.
A választókerületek beosztása a közigazgatási felosztást követi. Jellemzően egy vagy néhány megye (maakond) alkot egy választókerületet. A nagyobb népességű megyék (pl. Lääne-Virumaa vagy Ida-Virumaa) egy választókerületet alkotnak, míg a kisebb népességű megyék esetén több megye alkot egy választókerületet. A fővárost, Tallinnt három választókerületre osztották, míg Észtország második legnagyobb városa, Tartu egy külön választókerületet alkot.

Észtorszűág választókerületei a parlamenti választáson

| Sorszán   | Közigazgatási egysége                                         | Mandátum |
| --------- | ------------------------------------------------------------- | -------- |
| 1         | Tallinn Haabersti, Põhja-Tallinn és Kristiine kerületei       | 10       |
| 2         | Tallinn Kesklinn (Városközpont), Lasnamäe és Pirita kerületei | 13       |
| 3         | Tallinn Mustamäe és Nõmme kerületei                           | 8        |
| 4         | Harju megye (Tallinn kivételével) és Rapla megye              | 15       |
| 5         | Hiiumaa, Läänemaa és Saaremaa                                 | 6        |
| 6         | Lääne-Virumaa                                                 | 5        |
| 7         | Ida-Virumaa                                                   | 7        |
| 8         | Järvamaa és Viljandimaa                                       | 7        |
| 9         | Jõgevamaa és Tartumaa (Tartu kivételével)                     | 7        |
| 10        | Tartu                                                         | 8        |
| 11        | Võrumaa, Valgamaa és Põlvamaa                                 | 8        |
| 12        | Pärnumaa                                                      | 7        |
| Összesen: | Összesen:                                                     | 101      |

## Lásd még
- Választókerület